# Ciampino
Ciampino est une commune italienne faisant partie de la ville métropolitaine de Rome Capitale. Elle est située dans la région Latium en Italie.

## Histoire
Ciampino fut une frazione de Marino jusqu'en 1974 où elle obtint le statut de comune. Elle a obtenu le statut de cité depuis 2004 par décret présidentiel et est maintenant connue sous le nom de Città di Ciampino.
La ville a été nommée d'après Giovanni Giustino Ciampini, à la fois un religieux, un scientifique et un archéologue qui vécut à cet endroit au XVIIe siècle.

## Démographie
D'abord une petite ville, Ciampino a vu sa croissance démographique s'accélérer il y a peu, de 5 000 habitants en 1951 à 28 000 en 1971. En 2022, la ville compte environ 38 000 habitants.

## Transports
Ciampino est connue pour son aéroport (code AITA : CIA). C'est un aéroport militaire qui accueille de nombreux vols civils, spécialement des compagnies à bas prix comme Ryanair.

## Administration
| Période                                  | Période  | Identité                | Étiquette | Qualité |
| ---------------------------------------- | -------- | ----------------------- | --------- | ------- |
| 1975                                     | 1978     | Felica Armati           | PCI       |         |
| 1978                                     | 1978     | Antonio Capanna         | PSDI      |         |
| 1978                                     | 1980     | Sebastiano Montali      | PSI       |         |
| 1980                                     | 1989     | Giovanni Venditti       | PSI       |         |
| 1989                                     | 1991     | Antonio Rugghia         | PCI       |         |
| 1991                                     | 1993     | Paolo Pietrantonio      | DC        |         |
| 1994                                     | 2001     | Antonio Rugghia         | PDS       |         |
| 2001                                     | En cours | Walter Enrico Perandini | PD        |         |
| Les données manquantes sont à compléter. |          |                         |           |         |

### Communes limitrophes
Grottaferrata, Marino